# Bokuzen Hidari
Bokuzen Hidari (左 卜全?, Hidari Bokuzen; Kotesashi, 20 febbraio 1894 – 26 maggio 1971) è stato un attore giapponese.

## Biografia
È apparso in numerosi film-cult di Akira Kurosawa come I sette samurai, I bassifondi e Vivere, oltre che in produzioni per Kōzō Saeki. Hidari era famoso tra il pubblico giapponese per le sue rappresentazioni di uomini miti ed oppressi. Anche se astemio, era molto famoso per le sue interpretazioni di persone con problemi di alcool. Possedeva una straordinaria mimica facciale velata di malinconia che lo faceva accostare, senza l'ausilio del trucco, alle figure classiche del teatro Kabuki o ai clown e mimi occidentali.

## Filmografia
- Scandalo (1950), di Akira Kurosawa
- Vivere (1952), di Akira Kurosawa
- I sette samurai (1954), di Akira Kurosawa
- I bassifondi (1957), di Akira Kurosawa
- Oatari tanuki goten (大当り狸御殿?), o The Princess of Badger Palace (1958), di Kōzō Saeki

## Doppiatori italiani
- Giovanni Saccenti in I sette samurai
- Nino Scardina in I sette samurai (ridoppiaggio)